# Abbazia di Amelungsborn
L'abbazia di Amelungsborn (in tedesco Kloster Amelungsborn o Amelunxborn) è un'antica abbazia cistercense a Negenborn, in Bassa Sassonia, nella diocesi di Hildesheim.

## Storia
Nel 1124 i monaci di Altenkamp ottennero in concessione dal conte di Northeim, Sigfrido IV di Boyneburg, un terreno a ovest di Stadtoldendorf. Nel 1129 il papa Onorio II riconobbe la concessione ai monaci. Nel 1135 venne fondata l'abbazia che fu consacrata da Bernardo di Hildesheim.
L'abbazia crebbe velocemente, diventando un centro economico locale. Questa crescita dell'ordine portò alla fondazione di altre abbazie nella regione come nel 1145 l'abbazia di Riddagshausen e quella di Doberan, presso Rostock.
Nel XV secolo l'abbazia di Amelungsborn ottenne altri territorio nei dintorni del Weser e del Leine, diventando presto così un ostacolo all'espansione del ducato di Brunswick-Wolfenbüttel.
Nel 1542 l'ordine cistercense venne sciolto e nel 1549 il duca Giulio di Brunswick-Lüneburg si convertì al protestantesimo. L'abbazia venne così rifondata istituzione religiosa luterana e con una scuola di latino.
Nonostante alcune pause durante l'occupazione napoleonica e fra i due conflitti mondiali, tuttora l'abbazia è gestita da una comunità religiosa luterana con i propri abati.

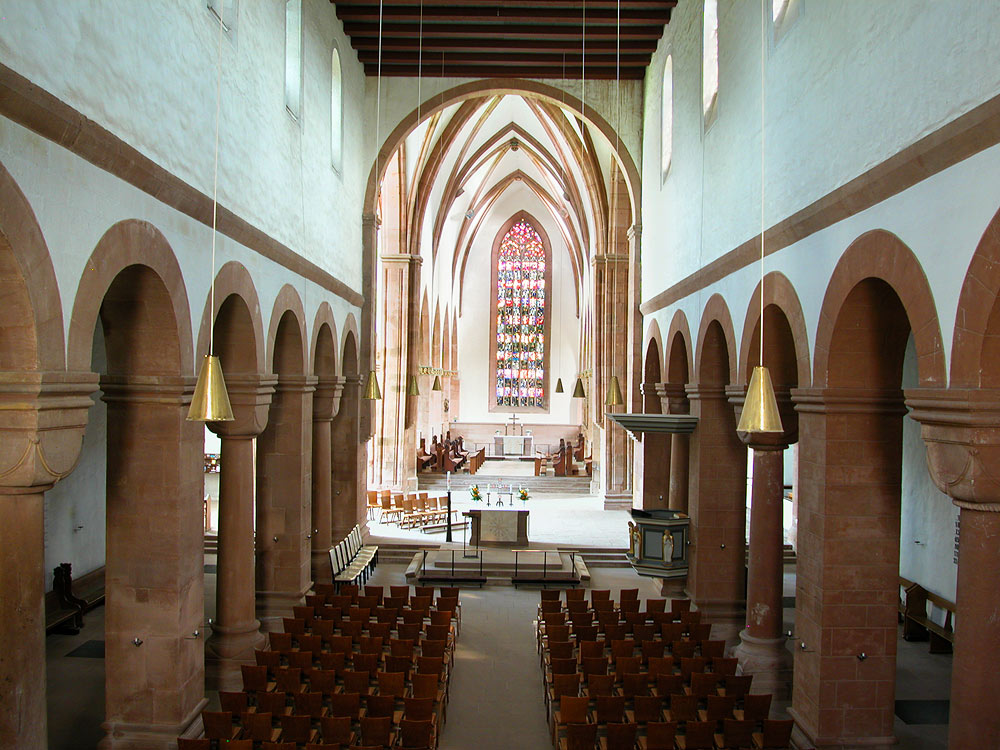
Interno della chiesa